# ۲۰۳ (عدد)
۲۰۳(دویست و سه) یک عدد طبیعی است که بعد از ۲۰۲ و قبل از ۲۰۴ قرار دارد.